# Jednolity akt europejski
Jednolity akt europejski (JAE, ang. Single European Act, SEA) – umowa międzynarodowa zawarta w ramach Wspólnot Europejskich, stanowiąca pierwszą poważną rewizję jej traktatów założycielskich. JAE został podpisany 17 lutego 1986  w Luksemburgu i 28 lutego 1986 w Hadze, ratyfikowany 1 lipca 1987. Dokument formalnie ustanowił powstanie wspólnego rynku europejskiego, a także umocnił współpracę polityczną państw Wspólnoty - uznaje się go za prekursora Wspólnej Polityki Zagranicznej i Bezpieczeństwa (WPZiB). Założono w nim, że do końca 1992 powstanie wspólny rynek wewnętrzny (swobodny przepływ osób, towarów, usług i kapitału), zwiększono uprawnienia Parlamentu Europejskiego i zreformowano Radę Europejską.
Akt nadał kształt organizacyjny Europejskiej Współpracy Politycznej, będącej formą współpracy państw członkowskich Unii od roku 1970. Odtąd Wspólnoty Europejskie i EWP miały zachowywać odrębność organizacyjną względem siebie, wspólnie jednak podejmować kroki do urzeczywistnienia Unii. 
Ustanowił on także zasady funkcjonowania Rady Europejskiej, nadając jej charakter prawnomiędzynarodowy. 
Umowa w istotny sposób rozwinęła i pogłębiła dziedziny prawa instytucjonalnego i materialnego Wspólnot. Wzmocniła pozycję Parlamentu Europejskiego (dopiero wtedy wprowadzono tę nazwę do traktatów), poprzez wprowadzenie postępowania współpracy w zakresie stanowienia prawa. Przewidziała także powołanie Sądu Pierwszej Instancji UE.
JAE wzmocnił obszar odpowiedzialności wspólnoty poprzez poszerzenie zakresu jej działalności, poszerzoną współpracę w zakresie polityki zagranicznej, a także zwiększył kompetencje Parlamentu Europejskiego, dając mu ostatnie słowo w sprawach uchwał i postanowień Wspólnoty. Ustanowiono także procedury, na jakich miała się odtąd odbywać kooperacja pomiędzy Parlamentem Europejskim a Radą Ministrów. Tym samym umożliwiono lepszy przepływ informacji i większy zakres konsultacji pomiędzy tymi dwoma organami.
W traktacie tym zniesiono także dotychczasową zasadę jednomyślności przy podejmowaniu decyzji przez Radę Ministrów, która wcześniej blokowała proces jednoczenia EWG. Od tej pory pojedyncze państwa nie miały prawa weta, a ustanawianie nowych regulacji wymagało kwalifikowanej większości uzyskanej w głosowaniu.

## Jednolity rynek
Przyjęcie Jednolitego aktu europejskiego stanowiło kolejny krok w realizacji procesu europejskiej integracji monetarnej. Ponadto traktat zaznaczał: "Wspólnota podejmie środki zmierzające do procesu stopniowego ustanawiania jednolitego rynku, który miałby się zakończyć 31 grudnia 1992... co oznacza obszar bez granic, w którym zapewniony będzie wolny przepływ towarów, osób, usług i kapitału". Powyższe dążenia, określone przy pomocy 282 kluczowych kroków, zostały szybko osiągnięte w planowanym okresie. Usunięto wszelkie bariery związane z przepływem towarów, kapitału, usług, i tym samym wspólny rynek stał się rzeczywistością, a jego uregulowania umożliwiły przyjęcie w późniejszym okresie traktatu z Maastricht.

## Integracja polityczna wspólnoty
Jednolity akt europejski stworzył również podstawę prawną dla funkcjonowania Rady Europejskiej i Europejskiej Współpracy Politycznej. W traktacie JAE znalazły się istotne postanowienia dotyczące rozszerzenia polityki EWG. Ustanowiono reguły kooperacji w dziedzinie polityki gospodarczej i walutowej. EWG miała też odtąd współpracować w zakresie polityki społecznej, badań naukowych, rozwoju technologicznego i przy kwestiach ochrony środowiska naturalnego.
Akt ten był pierwszym po wielu latach znaczącym krokiem w kierunku integracji europejskiej. Dokument ten opracowywano podczas kilku konferencji międzyrządowych, począwszy od konferencji w Mediolanie, później także w Luksemburgu i Brukseli.
17 lutego 1986 r. w Luksemburgu podpisały go wszystkie wówczas należące do Wspólnot państwa, oprócz Włoch, Grecji i Danii, które podpisały go 28 lutego 1986 r. w Hadze. Akt ten wszedł ostatecznie w życie 1 lipca 1987.